# Премия «Золотой орёл» за лучшую работу художника по костюмам
Премия «Золотой орёл» за лучшую работу художника по костюмам вручается ежегодно Национальной Академией кинематографических искусств и наук России , начиная с первой церемонии в 2003 году.

## Список лауреатов и номинантов
★ Победители выделены отдельным цветом. 

### 2000-е
| Год  | Церемония | Художник по костюмам                                                   | Фильм                         |
| ---- | --------- | ---------------------------------------------------------------------- | ----------------------------- |
| 2003 | 1-я       | ★ Наталья Замахина                                                     | «Сказ про Федота-стрельца»    |
| 2003 | 1-я       | • Надежда Васильева                                                    | «Река»                        |
| 2003 | 1-я       | • Марина Николаева                                                     | «Кукушка»                     |
| 2004 | 2-я       | ★ Лариса Конникова                                                     | «Бедный, бедный Павел»        |
| 2004 | 2-я       | • Марина Здорнова-Патеновская                                          | «Вторая невеста императора»   |
| 2004 | 2-я       | • Ирина Зозуля                                                         | «Старухи»                     |
| 2004 | 2-я       | • Светлана Титова                                                      | «Шик»                         |
| 2005 | 3-я       | ★ Наталья Монева                                                       | «Смерть Таирова»              |
| 2005 | 3-я       | • Александра Весельчакова                                              | «Свои»                        |
| 2005 | 3-я       | • Регина Хомская                                                       | «Папа»                        |
| 2006 | 4-я       | ★ Сергей Стручев                                                       | «Турецкий гамбит»             |
| 2006 | 4-я       | • Ольга Гусак                                                          | «Первые на Луне»              |
| 2006 | 4-я       | • Елена Малич                                                          | «Garpastum»                   |
| 2007 | 5-я       | ★ Эмма Беглярова                                                       | «Далеко от Сансет-бульвара»   |
| 2007 | 5-я       | • Дмитрий Андреев                                                      | «Нанкинский пейзаж»           |
| 2007 | 5-я       | • Ирина Гинно                                                          | «Многоточие»                  |
| 2008 | 6-я       | ★ Лор Карин                                                            | «Монгол»                      |
| 2008 | 6-я       | • Светлана Титова                                                      | «Волкодав из рода Серых Псов» |
| 2008 | 6-я       | • Наталья Дзюбенко, Сергей Стручев                                     | «1612»                        |
| 2009 | 7-я       | ★ Мария Мордкович, Екатерина Гмыря, Наталья Стыцюк, Людмила Плетникова | «Адмиралъ»                    |
| 2009 | 7-я       | • Алла Оленева, Светлана Титова                                        | «Исчезнувшая империя»         |
| 2009 | 7-я       | • Елена Малич                                                          | «Бумажный солдат»             |

### 2010-е
| Год  | Церемония | Художник по костюмам                                                | Фильм                              |
| ---- | --------- | ------------------------------------------------------------------- | ---------------------------------- |
| 2010 | 8-я       | ★ Екатерина Шапкайц                                                 | «Тарас Бульба»                     |
| 2010 | 8-я       | • Наталья Дзюбенко                                                  | «Анна Каренина»                    |
| 2010 | 8-я       | • Наталья Дзюбенко, Екатерина Дыминская                             | «Царь»                             |
| 2011 | 9-я       | ★ Лидия Крюкова                                                     | «Маленькие трагедии»               |
| 2011 | 9-я       | • Татьяна Разумовская                                               | «Человек с бульвара Капуцинок»     |
| 2011 | 9-я       | • Наталья Дзюбенко, Ирина Вострикова                                | «Иванов»                           |
| 2012 | 10-я      | ★ Людмила Чекулаева, Анна Кузнецова, Ольга Полянская, Нина Коротких | «Мастер и Маргарита»               |
| 2012 | 10-я      | • Владимир Никифоров, Дмитрий Андреев                               | «Три женщины Достоевского»         |
| 2012 | 10-я      | • Мария Ртищева                                                     | «Сибирь. Монамур»                  |
| 2013 | 11-я      | ★ Наталья Иванова                                                   | «Орда»                             |
| 2013 | 11-я      | • Дмитрий Андреев, Владимир Никифоров                               | «Белый тигр»                       |
| 2013 | 11-я      | • Екатерина Сычёва                                                  | «Последняя сказка Риты»            |
| 2014 | 12-я      | ★ Татьяна Патрахальцева                                             | «Сталинград»                       |
| 2014 | 12-я      | • Надежда Васильева                                                 | «Собачий рай»                      |
| 2014 | 12-я      | • Ольга Гусак                                                       | «Небесные жёны луговых мари»       |
| 2015 | 13-я      | ★ Сергей Стручев                                                    | «Солнечный удар»                   |
| 2015 | 13-я      | • Людмила Гаинцева                                                  | «Шагал — Малевич»                  |
| 2015 | 13-я      | • Наталья Дзюбенко                                                  | «Поддубный»                        |
| 2016 | 14-я      | ★ Наталья Монева                                                    | «Конец прекрасной эпохи»           |
| 2016 | 14-я      | • Алексей Камышов                                                   | «Битва за Севастополь»             |
| 2016 | 14-я      | • Сергей Стручёв                                                    | «Батальонъ»                        |
| 2017 | 15-я      | ★ Татьяна Патрахальцева                                             | «Дуэлянт»                          |
| 2017 | 15-я      | • Наталья Ершова                                                    | «Тайна Снежной королевы»           |
| 2017 | 15-я      | • Инесса Снежкина                                                   | «Контрибуция»                      |
| 2018 | 16-я      | ★ Екатерина Шапкайц                                                 | «Викинг»                           |
| 2018 | 16-я      | • Дмитрий Андреев, Владимир Никифоров                               | «Анна Каренина. История Вронского» |
| 2018 | 16-я      | • Надежда Васильева                                                 | «Матильда»                         |
| 2019 | 17-я      | ★ Виктория Игумнова                                                 | «Гоголь. Страшная месть»           |
| 2019 | 17-я      | • Виктория Игумнова                                                 | «Гоголь. Вий»                      |
| 2019 | 17-я      | • Татьяна Патрахальцева                                             | «История одного назначения»        |

### 2020-е
| Год  | Церемония | Художник по костюмам                          | Фильм                      |
| ---- | --------- | --------------------------------------------- | -------------------------- |
| 2020 | 18-я      | ★ Владимир Никифоров, Дмитрий Андреев         | «Тобол»                    |
| 2020 | 18-я      | • Александр Осипов                            | «Одесса»                   |
| 2020 | 18-я      | • Ульяна Полянская                            | «Т-34»                     |
| 2021 | 19-я      | ★ Екатерина Шапкайц                           | «Союз спасения»            |
| 2021 | 19-я      | • Екатерина Химичева                          | «Блокадный дневник»        |
| 2021 | 19-я      | • Владимир Никифоров, Наталья Сидицкая        | «Стрельцов»                |
| 2022 | 20-я      | ★ Татьяна Патрахальцева, Галина Солодовникова | «Серебряные коньки»        |
| 2022 | 20-я      | • Надежда Васильева                           | «Капитан Волконогов бежал» |
| 2022 | 20-я      | • Надежда Васильева, Ольга Михайлова          | «Конек-горбунок»           |
| 2023 | 21-я      | ★ Екатерина Дыминская                         | «Сердце Пармы»             |
| 2023 | 21-я      | • Алексей Камышов                             | «Первый Оскар»             |
| 2023 | 21-я      | • Ульяна Полянская                            | «Чемпион мира»             |
| 2024 | 22-я      | ★ Дмитрий Андреев, Владимир Никифоров         | «Хитровка. Знак четырёх»   |
| 2024 | 22-я      | • Екатерина Шапкайц                           | «Императрицы»              |
| 2024 | 22-я      | • Надя Васильева, Ольга Михайлова             | «По щучьему велению»       |
| 2025 | 23-я      | ★ Екатерина Шапкайц, Светлана Москвина        | «Любовь Советского Союза»  |
| 2025 | 23-я      | • Татьяна Долматовская, Александра Аронова    | «Сто лет тому вперёд»      |
| 2025 | 23-я      | • Елена Окопная                               | «Воздух»                   |